# انتامیبا
انتامیبا (نام علمی: Entamoeba) نام یک سرده از حوزه یوکاریوت است. اغلب گونه‌های این جنس در داخل بدن جانداران دیگر زندگی همسفرگی یا انگلی دارند. گونه انتاموبا هیستولیتیکا در انسان بیماریزاست.